# محمد أبو القاسم الزوي
محمد أبو القاسم الزوي أمين مؤتمر الشعب العام في ليبيا «رئيس البرلمان». أدّي اليمين القانونية لأمانة المؤتمر مطلع عام 2010، وقد سبقه في هذا المنصب امبارك الشامخ. شغل الزوي العديد من المناصب في الدولة الليبية، فقد كان أمين اللجنة الشعبية العامة للعدل "وزير العدل"، وسفير ليبيا في بريطانيا والمغرب.